# T005
T005（てぃー ぜろぜろご）は、東芝が開発・製造し、富士通東芝モバイルコミュニケーションズ（TOSHIBAブランド、現・FCNT）によって発売された、auブランドを展開するKDDIおよび沖縄セルラー電話のCDMA 1X WIN対応音声用端末である。製造型番はTS005（てぃーえす ぜろぜろご）。

## 概要
T003（TS003）の後継機種にあたる機種で、T（TS）機では唯一、ヒンジ部分のボタンによりワンアクション・オープンが可能である。

## 沿革
- 2010年（平成22年）8月19日 - 連邦通信委員会（FCC）を通過。
- 2010年10月18日 - KDDI、および富士通東芝モバイルコミュニケーションズより公式発表。
- 2010年10月29日 - 関東・九州地区を除く残りの地区にて先行発売。
- 2010年10月30日 - 関東・九州地区にて発売。
- 2011年（平成23年）6月 - 販売終了。
- 2012年7月22日 - L800MHz（旧800Mhz帯・CDMA Bandclass 3／J-TACS）帯エリアによるサービスの停波によりそれ以降はN800MHz（新800MHz帯・CDMA Bandclass 0 Subclass 2）帯エリア、および2GHz（CDMA Bandclass 6）帯エリアの各サービスで利用する事となる。
- 2022年3月31日 - 同キャリアにおける3Gサービスの完全終了・停波により、当機種は全て使用不可となる[3][4]。

## 主な機能・サービス
- ワンアクション・オープン機構
- 開閉ロック
- 着信アシスト
- ワンプッシュ読メール
- 電子辞書
- カチャブル
- フェイク着信
- すぐメモ
- 名刺リーダー
- ECOモード
- ボイスレコーダー
- 地デジ持ち出し

など
| 主な機能・対応サービス                                                                  | 主な機能・対応サービス                                           | 主な機能・対応サービス                                                           | 主な機能・対応サービス                                    |
| --------------------------------------------------------------------------------------- | ---------------------------------------------------------------- | -------------------------------------------------------------------------------- | --------------------------------------------------------- |
| LISMO! (着うたフル) (着うたフルプラス) (LISMOビデオクリップ) (LISMO Video) (LISMO Book) | EZケータイアレンジ                                               | バーコードリーダー&メーカー                                                      | PCサイトビューアー                                        |
| au BOX                                                                                  | ワイヤレスミュージック (カーナビ×LISMO!対応)                     | au Smart Sports Run & Walk Karada Manager ゴルフ フイットネス カロリーカウンター | EZナビウォーク                                            |
| EZ助手席ナビ                                                                            | 安心ナビ                                                         | 災害時ナビ                                                                       | ナカチェン                                                |
| EZアプリ FullGame! Bluetooth対戦                                                        | EZアプリ(J・B)                                                   | オープンアプリプレイヤー                                                         | PCドキュメントビューアー                                  |
| アレンジメニュー                                                                        | au oneガジェット マルチプレイウィンドウ クイックアクセスメニュー | じぶん銀行アプリ                                                                 | EZ・FM                                                    |
| EZチャンネル EZチャンネルプラス EZニュースフラッシュ EZニュースEX                       | Touch Message                                                    | EZFeliCa                                                                         | ケータイ de PCメール au oneメール                         |
| デコレーションメール                                                                    | デコレーションアニメ                                             | 緊急地震速報                                                                     | 緊急通報位置通知                                          |
| EZテレビ（ワンセグ）                                                                    | グローバルパスポート (CDMA)                                      | 赤外線通信 (IrDA)                                                                | WIN HIGH SPEED Bluetooth auフェムトセル 無線LAN Wi-Fi WIN |

## 注
1. ↑  最厚部は約18.7mm
2. ↑  Class2以上を推奨
3. ↑  auの3Gサービス「CDMA 1X WIN」が2022年3月末をもって終了　VoLTE非対応4G LTE端末も対象 - ITmedia 2018年11月16日
4. ↑  「CDMA 1X WIN」サービスの終了について - KDDI 2018年11月16日
5. ↑  Bluetoothに対応した2009年モデル以降の一部のトヨタ純正カーナビ（2009年モデルでの例・NHZA-W59G、NSDT-W59）が必要。
6. ↑  ただし2画面同時表示には非対応。